# 성사

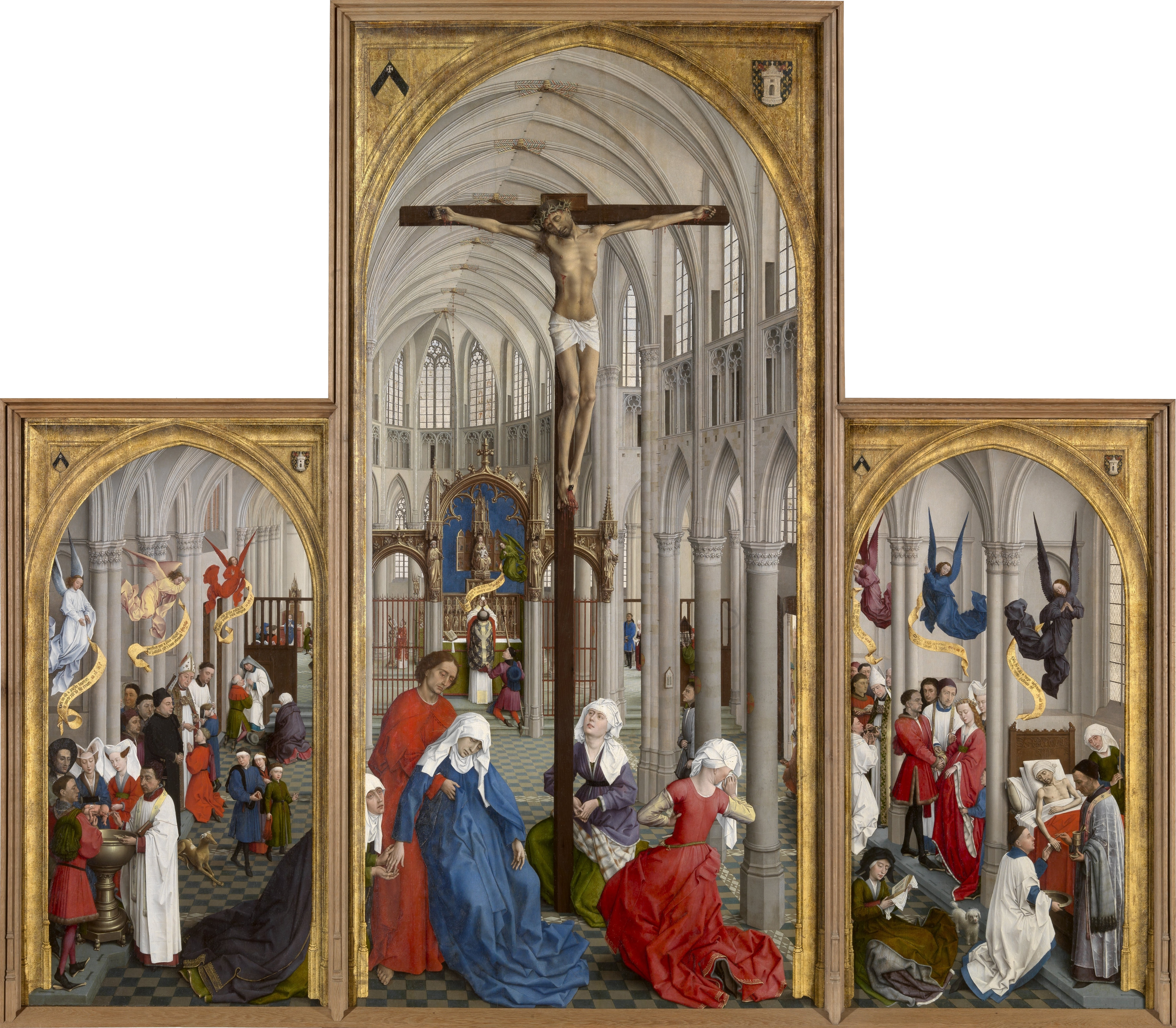

성사(聖事, 성례, 고대 그리스어: μυστριον 뮈스트리온[*], 라틴어: Sacramentum 사크라멘툼[*], 영어: Sacrament 새크러먼트[*]) 또는 성례전은 눈에 보이지 않는 하나님(하느님)의 은혜가 눈에 보이는 방법으로 전달되는, 쉽게 말해서 하느님의 은혜를 받는 기독교의 예식이다. 형태적으로는 삼위일체 하나님(하느님)의 이름으로 행해지는 기독교의 종교적 예식이다. 대한민국에서는 교파별로 개신교는 성례, 성례전으로 부르며 로마 가톨릭교회와 동방 정교회, 성공회는 성사라고 한다.

## 어원
성례전 또는 성사는 교부 테르툴리아누스가 200년경 그리스어의 기독교 용어인 '뮈스트리온'(μυστριον, 신비, 특별한 것)을 라틴어로 '사크라멘툼'(Sacramentum)으로 표기하여 서유럽어에서 성례전을 뜻하는 단어로 발전하였다. 번역하면 ‘성별된 것이나 행동’ 혹은 ‘성스러운 것’, ‘성별하는 것’이라는 뜻을 담고 있다. '사크라멘툼'은 본래 로마 제국 군인들의 황제에 대한 복종 곧 제국의 질서에 대한 복종을 상징하는 표지를 뜻하기도 했으므로,성사는 기독교인의 그리스도에 대한 복종을 상징하는 표지를 뜻하기도 한다.침례교 신학자이자 사회학자인 토니 캠폴로(Tony Campolo)는 성사 또는 성례전을 기독교신자가 자신이 기독교 신자임을 항상 기억하게 하는 중요한 전통이라고 설명한다.

## 성례전 해석
성례에 대해서는 두 가지의 이해방식이 있다. 하나는 객관주의적 이해이고 다른 하나는 주관주의적 이해이다. 객관주의적 이해방식에 따르면 성사는 하나님의 은혜의 객관적 실재이다. 안티오키아의 이냐시오는 성사를 '우리가 죽지 않고 예수 그리스도 안에서 영원히 살기 위해서 먹어야 하는 약(antidote), 즉 불멸의 약'이라고 표현했다. 아우구스티누스는 죄를 지은 사제가 집례하는 성사는 효력이 없다고 주장하는 도나투스 추종자들에 반대하여 성사의 유효함이 집례하는 사제의 순수성이나 자격에 좌우되지 않는다고 주장하였다. 성사가 집례자의 영적, 도덕적 상태에 의해 영향을 받는다는 주장이 주관주의적 이해로 인효론(ex opere operantis)이며 성사가 합법적으로 집행됨으로써 자동적으로 효력을 발휘한다는 것이 객관주의적 이해로 사효론(ex opere operato)이다. 주관주의적 이해에 따르면 성사는 하나님의 은혜에 대한 일종의 '극적 표지'이므로 그 자체로서는 효력이 없고 오직 신앙에 의해 받아들여질 때만 효력을 발휘한다. 따라서 이 입장에 따르자면 유아 세례는 불가능하다. 가톨릭 교회와 동방 정교회는 대체로 유아세례를 제외하고는 주관주의적 입장을 보여준다. 객관주의와 주관주의는 적절히 절충되고 조화될 필요가 있으며 이를 위해서 더욱 진지하고 지속적인 대화가 필요하다.

## 교파별 성사의 구분
카톨릭(서방교회) 이 시기에는 성사를 세례와 성만찬을 진정한 성사(성례전)로 보고, 부수적인 성사(준성사, 예식)를 수용하는 형태였다. 지역별로 성사에 대한 이해가 달랐으며, 세례와 성만찬을 제외하고는 그 내용이 조금씩 달랐고, 세례와 성만찬을 포함해 6개에서 10개의 성사를 지역별 전통으로 유지하였다. 13세기가 되어서 7개의 성사로 의견이 모였으나 갯수가 같을 뿐 지역별로 그 구성 요소는 조금씩 달랐으며 동시에 세례(견진 포함)와 성만찬만을 주장하기도 했다.

### 정교회
공교회 [정교회]는 성사에 공식적인 교리로 숫자를 제한하지 않으나 초대교회의 전통을 존중한다. 가장 중심이 되는 성사인 세례와 성만찬을 중심으로 하며, 그리스도의 신비를 담은 성사와 성사적인 것, 즉 준성사를 구분하지 않는다. 9세기 스튜디뜨는 "거룩한 조명, 세례, 집회, 성만찬, 견진, 서품, 수도서원, 장례식"의 6개를 성사로 구분하였고, 13세기 로마교회의 교황 클레멘스 4세가 동방에 동의를 요구한 신앙고백서에 "세례, 견진, 성만찬, 신품, 결혼, 고백, 성유(병자)성사" 7가지 성사가 처음으로 제안되었다. 7가지 숫자가 같기는 하였지만 동시대인 13세기에 성사를 "세례, 견진, 성만찬, 신품, 결혼, 성유, 수도서원 성사"로 일부 내용이 다른 이해도 존재했으며, 15세기에는 시메온이 수도서원과 고백성사를 통합하고 성유성사를 추가하였다. 15세기 인물인 요아삽은 "교회축성, 장례, 수도서원"을 포함하는 10개의 성사를 제시하였다. 이와 동시에 그레고리오스 팔라마스는 "세례와 성만찬"에만 구원이 뿌리내렸다고 주장하였으며, 니콜라스 카발실리스는 "세례, 견진, 성만찬"만이 진정한 성사라고 주장하였다.
정교회의 성사는 7개의 성사를 전통으로 받아들이기는 하나 로마가톨릭교회가 주장하는 성사 내용과 일부 다르기도 하며, 신학적 견해에 따라 10개의 성사로 구분하기도 하고, 세례와 성만찬을 전정한 성사로만 인식하는 전통을 동시에 지니고 있다. 정교회는 교회의 역사적 전통을 따르지만, 교리적으로 성사의 종류를 공식적으로 제한하지 않았다.

### 로마가톨릭
로마 가톨릭에서는 세례성사, 견진성사, 성체성사, 고해성사, 혼인성사, 병자성사, 성품성사의 일곱 가지 성사를 13세기 교황 클레멘스 4세가 동방정교회에 동의를 구한 이후 교리화하였다. 곧 칠성사를 통해 하나님의 은총을 받는다고 규정하였고, 로마가톨릭교회는 16세기 트리엔트 공의회에서 "그리스도께서 세우신 성사는 7성사"라는 교리를 다시 한 번 확립하였다.

### 성공회
성공회는 성공회 기도서(The Book of Common Prayer) 판본별로 성사의 구분이 다르다. 한국 성공회의 경우, 1965년판 공동기도문(공도문)에서는 성사를 세례성사, 견진성사, 성체성사, 고해성사, 혼인성사, 병자성사, 신품성사의7가지로 구분했다. 성서에 나오는 세례성사와 성체성사는 예수가 인간의 구원을 위해 제정한 성사로, 나머지 성사는 동방 교회와 서방교회에서 모두 지키는 교회전통으로 이해한 것이다.
2004년판 성공회 기도서에서는 성서에 나오는 성사인 세례성사와 성만찬을 성사로, 혼인, 조병, 서품, 견진성사는 성사의 성격을 가진 성사적 예식으로 구분하고 있다. 하지만 지금도 한국성공회 일부에서는 공동기도문의 영향으로  성사를 7가지로 이해하는 경향이 있다.

### 개신교
개신교에서는 서방교회의 전통인 7개의 성사를 성례전과 예식으로 구분한다. 예수 그리스도가 제정했다고 전하는 신약성경에 따라 성만찬과 세례를 예수가 제정한 성례전으로 이해하며 다른 것들은 예식으로 본다. 나머지 5가지를 결혼, 성직안수, 입교(견신례), 병자심방, 목회상담으로 이해하며, 교단별로 예식을 마련하여 목사가 집례한다. 성례전인 성만찬과 세례를 제외한 나머지는 예식 또는 목회적 보살핌이다. 견신례 또는 입교예식은 말 그대로 세례를 받은 이후의 예식이고 결혼 예식으로, 성직안수도 예식으로 이해한다. 병자심방은 개신교의 전통인 심방의 한 부분으로 병자를 위한 예식과 임종을 위한 예식이 있다. 죄의 고백은 목회상담으로 신앙적으로 성장하도록 돕는 목회적 보살핌이다.

## 성사의 효과

### 로마가톨릭
로마가톨릭에서는 성사의 효과를 사효론 효과(Effectum ex opere operato)와 인효론 효과(Effectum ex opera operantis)두 가지로 구분한다. 사효론 효과는 '거행된 성사 자체를 통해 받는 성사의 은혜'이며, 인효론 효과란 '성사에 참여하는 이의 노력과 정성과 열심에 따라 받게 되는 하나님의 은혜'이다. 따라서 로마가톨릭에서는 전례를 통해 거행되는 성사의 효과를 최대화하기 위해 신앙과 교리에 대한 교육의 필요성을 강조한다. 그러나 그 성사의 효과는 어느 하나가 다른 하나를 약화시키거나 저해하지 않는다. 따라서 비록 교리 교육을 받지 않은 유아에 대한 세례성사에 있어 그 성사의 효과는 동일하다. 따라서 로마 가톨릭에서는 유아세례를 생후 100일 이내에 받기를 요구하고 있다. 그러나 그 유아가 성장하여 견진성사, 성품성사 등을 받기 위해서는 신앙과 교리에 대한 교육이 필요하다.

### 성공회
성공회에서는 성사를 ‘보이지 않는 하나님의 은혜가 눈에 보이는 방법으로 전달되는 예식'(성 아우구스티누스주교의 설명)으로 이해하며, 누구나 성사를 통해 하나님의 은혜를 받을 수 있다고 생각한다. 그래서 성공회에서는 사제가 어린이에게 세례를 베푸는 유아세례를 집전하는데,이때 어린이를 기독교신앙으로 키울 대부모가 같이 세례에 참여한다.어린이들은 나이가 어려서 비록 신앙고백을 할 능력은 없지만, 세례성사를 통해 전달되는 하나님의 은혜에서 제외되지 않는다는 이해가 성공회에서 설명하는 유아세례의 타당성인데, 이러한 설명에는 '세례성사와 성체성사(성만찬)는 그리스도께서 우리의 구원을 위해 세우신 성사이므로, 모든 사람에게 필요하다'는 성공회의 성사이해가 담겨 있다.

## 같이 보기
- 제병